# Irbid
Irbid (in arabo إربد‎?) è una città della Giordania, capoluogo del governatorato omonimo.

## Storia
L'area in cui sorge la città era già abitata in tempi antichissimi: sono stati ritrovati reperti della prima età del bronzo e tombe dell'età del ferro.
Irbid è anche menzionata nella Bibbia con il nome di Beth Arbel; mentre durante l'impero romano fu in secondo piano rispetto alla vicina Abila, che faceva parte della Decapoli.

## Sport

### Calcio
In questa città ha sede la società calcistica Al-Sheikh Hussein Football Club.